# Hòn Tháp
Hòn Tháp là một hòn đá nổi thuộc nhóm đảo An Vĩnh của quần đảo Hoàng Sa. Hòn Tháp nằm cách đảo Linh Côn khoảng 7,4 hải lý (13,7 km) về phía tây nam, trong khoảng giữa từ đảo Linh Côn đến bãi Thủy Tề.
Hòn Tháp là đối tượng tranh chấp giữa Việt Nam, Đài Loan và Trung Quốc. Hiện nay, Trung Quốc đang kiểm soát hòn đá này.
- Tên gọi: hòn Tháp hoặc đôi khi là đá Tháp; tiếng Anh: Pyramid Rock; tiếng Trung: 高尖石; bính âm: Gāojiān shí, Hán-Việt: Cao Tiêm thạch
- Đặc điểm: cao 5 m so với mặt biển. Nằm về phía tây tây nam của hòn Tháp khoảng 6,5 hải lý (12 km) và 10 hải lý (18,5 km) là hai bãi ngầm nhỏ với độ sâu tương ứng là 12 m và 16,5 m. Tiếp tục đi về phía nam tây nam của bãi ngầm 16,5 m khoảng 2 hải lý (3,7 km) nữa thì còn có thêm một bãi ngầm khác sâu 20 m.[1]